# Degelia ligulata
Degelia ligulata är en lavart som beskrevs av P. M. Jørg. & P. James. Degelia ligulata ingår i släktet Degelia och familjen Pannariaceae.   Inga underarter finns listade i Catalogue of Life.